# Kerr-Newman-De-Sitter-Metrik
Die Kerr-Newman-De-Sitter-Metrik (kurz KNdS-Metrik, {\displaystyle \Lambda >0}) und Kerr-Newman-Anti-De-Sitter-Metrik (kurz KNAdS-Metrik, {\displaystyle \Lambda <0}) sind in der Allgemeinen Relativitätstheorie jeweils Verallgemeinerungen der Kerr-Newman-Metrik ({\displaystyle \Lambda =0}) unter zusätzlicher Berücksichtigung von dunkler Energie, beschrieben durch die kosmologische Konstante {\displaystyle \Lambda }. Außerhalb von Materie sind diese daher spezielle Elektrovakuumlösungen, also Lösungen der Einsteinschen Feldgleichungen mit dem elektromagnetischem Feldstärketensor als Quelle des Gravitationsfeldes und mit dunkler Energie. Die Kerr-New-(Anti)-De-Sitter-Metrik verallgemeinert die Schwarzschild-(Anti)-De-Sitter-, Reissner-Nordström-(Anti)-De-Sitter- und Kerr-(Anti)-De-Sitter-Metrik.

## Formulierung
Mit der Masse {\displaystyle M}, der elektrischen Ladung {\displaystyle Q}, dem Drehimpuls {\displaystyle a} und der kosmologischen Konstante {\displaystyle \Lambda } ist die Kerr-Newman-(Anti)-De-Sitter-Metrik gegeben durch:
{\displaystyle g_{\rm {tt}}=-{\frac {3\left(a^{2}\sin ^{2}\theta \left(a^{2}\Lambda \cos ^{2}\theta +3\right)+a^{2}\left(\Lambda r^{2}-3\right)+\Lambda r^{4}-3r^{2}+6r-3Q^{2}\right)}{\left(a^{2}\Lambda +3\right)^{2}\left(a^{2}\cos ^{2}\theta +r^{2}\right)}}}
{\displaystyle g_{\rm {rr}}=3{\frac {a^{2}\cos ^{2}\theta +r^{2}}{\left(a^{2}+r^{2}\right)\left(\Lambda r^{2}-3\right)+6r-3Q^{2}}}}
{\displaystyle g_{\rm {\theta \theta }}=-{\frac {3\left(a^{2}\cos ^{2}\theta +r^{2}\right)}{a^{2}\Lambda \cos ^{2}\theta +3}}}
{\displaystyle g_{\rm {\phi \phi }}=-{\frac {3\left(\left(a^{2}+r^{2}\right)^{2}\sin ^{2}\theta \left(a^{2}\Lambda \cos ^{2}\theta +3\right)-a^{2}\sin ^{4}\theta \left(\left(a^{2}+r^{2}\right)\left(3-\Lambda r^{2}\right)-6r+3Q^{2}\right)\right)}{\left(a^{2}\Lambda +3\right)^{2}\left(a^{2}\cos ^{2}\theta +r^{2}\right)}}}
{\displaystyle g_{\rm {t\phi }}={\frac {3a\sin ^{2}\theta \left(a^{2}\Lambda \left(a^{2}+r^{2}\right)\cos ^{2}\theta +a^{2}\Lambda r^{2}+\Lambda r^{4}+6r-3Q^{2}\right)}{\left(a^{2}\Lambda +3\right)^{2}\left(a^{2}\cos ^{2}\theta +r^{2}\right)}}}

## Singularitäten

Abbildung von Ereignishorizonten und Ergosphären in der KNdS-Metrik für verschiedene Verhältnisse von Masse und kosmologischer Konstante

Singularitäten ergeben sich auf zwei verschiedene Arten: Zum einen durch Stellen, an denen die Metrik nicht definiert ist, also für verschwindende Nenner in den obigen Ausdrücken. (Etwa ergibt der Nenner von {\displaystyle g_{\rm {rr}}} dabei die winkelunabhängige Polynomgleichung:
{\displaystyle \left(a^{2}+r^{2}\right)\left(\Lambda r^{2}-3\right)+6r-3Q^{2}=0}
vierten Grades für den Radius.) Zum anderen an Stellen, an denen die Metrik singulär wird, also sich nicht mehr invertieren lässt, was durch die Determinante beschrieben werden kann:
{\displaystyle g_{\rm {rr}}g_{\rm {\theta \theta }}\left(g_{\rm {tt}}g_{\rm {\phi \phi }}-g_{\rm {t\phi }}^{2}\right)=0.}
Aufgrund der Polynome höheren Grades in den Radien oder den trigonometrischen Termen der Winkel sind die Singularitäten schwer zu bestimmen. Diese beschreiben zwei Ereignishorizonte und zwei Ergosphären der Kerr-Newman-(Anti)-de Sitter-Metrik.